# 巴布·馬利

巴布·馬利在星光大道的手印

罗伯特·内斯塔·“鲍勃”·马利（英語：Robert Nesta "Bob" Marley；1945年2月6日—1981年5月11日），牙買加唱作歌手，雷鬼樂鼻祖。他成功將牙買加雷鬼樂（Reggae）带入了歐美流行音樂及搖滾樂的領域，使牙買加雷鬼樂傳入西方，對西方流行音樂產生了巨大影響，後世尊稱他為“雷鬼樂之父”。他以充滿激情、力量、鬥志的灵魂之聲，獲譽「首位第三世界的流行巨星」，實踐了音樂無國界的理念。而作為反種族主義的音樂鬥士，他長期致力於牙買加社會運動，他的音樂包含寬容、博愛及信仰，至今仍被國民視為牙買加的民族英雄。
其經典歌曲有：《No Woman，No Cry》《One Love》《Buffalo Soldier 》《Three Little Birds》等。精選《Legend》於過世三年後發行，是雷鬼樂界最暢銷的專輯，在美國共得到11次白金唱片（鑽石唱片），世界銷量達兩千萬張。

## 履歷
鮑勃·馬利于1945年2月6日生於牙買加聖安堂區。
他的父親）Norval Marley于1895年生於牙買加一個來自英國薩西克斯郡的家庭，曾為一名軍人。Norval遇到了一位自北方鄉間的黑人少女，馬利的媽媽Cedella Booker。兩人在1944年6月9日結婚。但在婚禮大約一週前，他的父親Norval告訴Cedella，疝氣開始折磨他的身體，他必須辭退原本的工作搬到京斯敦。由於Norval富裕的英國家庭鄙視跨種族的婚姻關係，因此他鮮少和自己的兒子見面，雖然他仍然向馬利母子提供經濟協助。馬利最後一次和他父親見面時，他父親將馬利帶到了京斯敦，並打算讓他進入學校。十八個月後, Cedella得知馬利根本沒有入學，她來到京斯敦尋找馬利，之後將他帶回聖安娜。
1950年代中期，馬利與由母親搬到京斯頓的貧民窟生活，馬利的童年時光都在貧民窟中度過，音樂和足球是唯一能給他快樂的東西。在這段生活中，馬利看到了世間的貧困與艱苦，從中他學會了關愛與包容。家庭以及童年生活也是影響他日後致力於反種族主義與社會運動的起源。
1960年代馬利開始了他的音樂生涯，並在1964年與另五名團員組織了“Wailing Wailers”樂隊。一開始馬利嘗試斯卡曲風（Ska），後來漸漸將雷鬼、rocksteady融入自己的音樂風格中，發展成現在的雷鬼樂形式。
1968年，“Wailing Wailers”正式改名为“The Wailers”樂隊。
1970年代和1980年代馬利持續致力於演奏、教學和歌唱。馬利早期音樂生涯是跟斯卡、rocksteady與雷鬼樂團鲍勃·马利与哭泣者乐队在一起。The Wailers包括另外兩位知名的雷鬼樂手，邦尼·韦勒和彼得·托什。他們兩人後来都離開這個樂隊，成為很成功的獨唱歌手。
1974年，The Wailers解散之後，馬利和I Threes一起繼續以Bob Marley & The Wailers之名表演。現在，Bob Marley、The Wailers和Bob Marley & the Wailers，經常用來指不同實體所錄製的音樂。
1981年，馬利在美國邁阿密病逝，終年36歲，他的第十張專輯《Legend》於過世三年後發行，是雷鬼樂界最暢銷的專輯，在美國得到了十次白金唱片（鑽石唱片），世界銷量達兩千萬張。

## 癌逝
1977年7月，馬利被發現肢端有小痣般的黑色素瘤，傷口是在一場足球比賽後出現的。1980年5月樂隊完成了主要歐洲之旅，在米蘭表演了有史以來規模最大、將近十萬人次的演唱會。其後馬利前往美國，不久後他健康惡化，癌細胞全身擴散。馬利到德國尋求治療，在那裡他得到部分基礎癌症治療並被要求需要避免某些食物、飲料和其他物質。可惜經過八個月的療程病情仍未好轉，因此馬利搭上了回去牙買加的班機。
回牙買加時他的病情急速惡化。在邁阿密降落後立即將他送往醫院。1981年5月11日上午，他於佛羅里達邁阿密去世，由於黑色素瘤（癌細胞）已蔓延到他的肺部和腦部。享年36歲。他最後留給兒子齊吉的一句話：“生命是金錢所買不到的”。1981年5月21日，馬利在牙買加以埃塞俄比亞東正教及拉斯塔法里傳統進行國葬。他是被安葬在他出生地附近的一個教堂。在他去世的前一個月，他也被授予牙買加榮譽勳章。

## 榮譽
- 1976年：年度最佳樂隊（滾石）。
- 1978年6月：榮獲聯合國頒發「第三世界和平勳章」。
- 1994年3月：入選美國搖滾名人堂。
- 1999年，專輯《Exodus》被《時代》評選為「世紀專輯」。
- 2001年2月：入選美國好萊塢星光大道。
- 2001年2月：追頒美國格萊美終身成就獎。[4]一尊紀念他的雕像在京斯敦國家體育場旁的道路上揭幕。
- 2006年，美國紐約州一部分的教會大街，從雷姆森大街至東98街，布魯克林的弗拉特布路段被重新命名為「鮑勃馬利大道」。
- 2010年，獲選美國CNN近50年「世界五大指標音樂人」。
- 2011年，歐洲最大的雷鬼音樂節“Rototom Sunsplash”在西班牙舉行。為期十天的音樂節不僅吸引了來自世界各地的大約20萬歌迷，還舉行了一場特別的音樂會，紀念雷鬼樂的代表人物鮑勃·馬利逝世30週年。[5]。